# Нечифтокопитни
Нечифтокопини (Perissodactyla) е разред сравнително едри, растителноядни плацентни бозайници.

## Общи сведения
Характерно за нечифтокопитните е, че стъпват само на третия си пръст, който е развит в копито. Оттук идва и името им – нечифтокопитни.
Нечифтокопитните бозайници са едри тревопасни животни. В миналото те са били богата на видове група. В земните пластове са открити останки от 152 вида, а днес живеят само 17.
Крайниците им опират на земята само с третия им пръст, превърнал се в масивно копито. Закърняването на пръстите при нечифтокопитните бозайници е резултат от нуждата им да бягат бързо. Стомахът им е едноделен, но слепият му израстък е обемист и храната в него се задържа по-дълго за смилане. Тя не се връща в устата за допълнително сдъвкване.

## Допълнителни сведения
При тапирите на предните крайници има 4 пръста, а на задните – 3. Носорозите имат по три пръста на крайниците си. При конете, зебрите и магаретата най-добре развит е само средният пръст, който е облечен в копито. Вторият и четвъртият са закърнели.

## Списък на семействата
- семейство Equidae Gray, 1821 – Коне
- семейство Rhinocerotidae Gray, 1821 – Носорози
- семейство Tapiridae Gray, 1821 – Тапири